# Epeorus deceptivus
Epeorus deceptivus je druh jepice z čeledi Heptageniidae. Přirozeně se vyskytuje v Severní Americe, především v rychle tekoucích horských potocích a řekách. Nymfy tohoto druhu mají zploštělé tělo, což jim umožňuje přizpůsobit se životu v proudící vodě. Dospělci mají průhledná křídla a jsou aktivní během teplejších měsíců. Jako první tento druh popsal kanadský entomolog James Halliday McDunnough v roce 1924.